# 테레보블랴

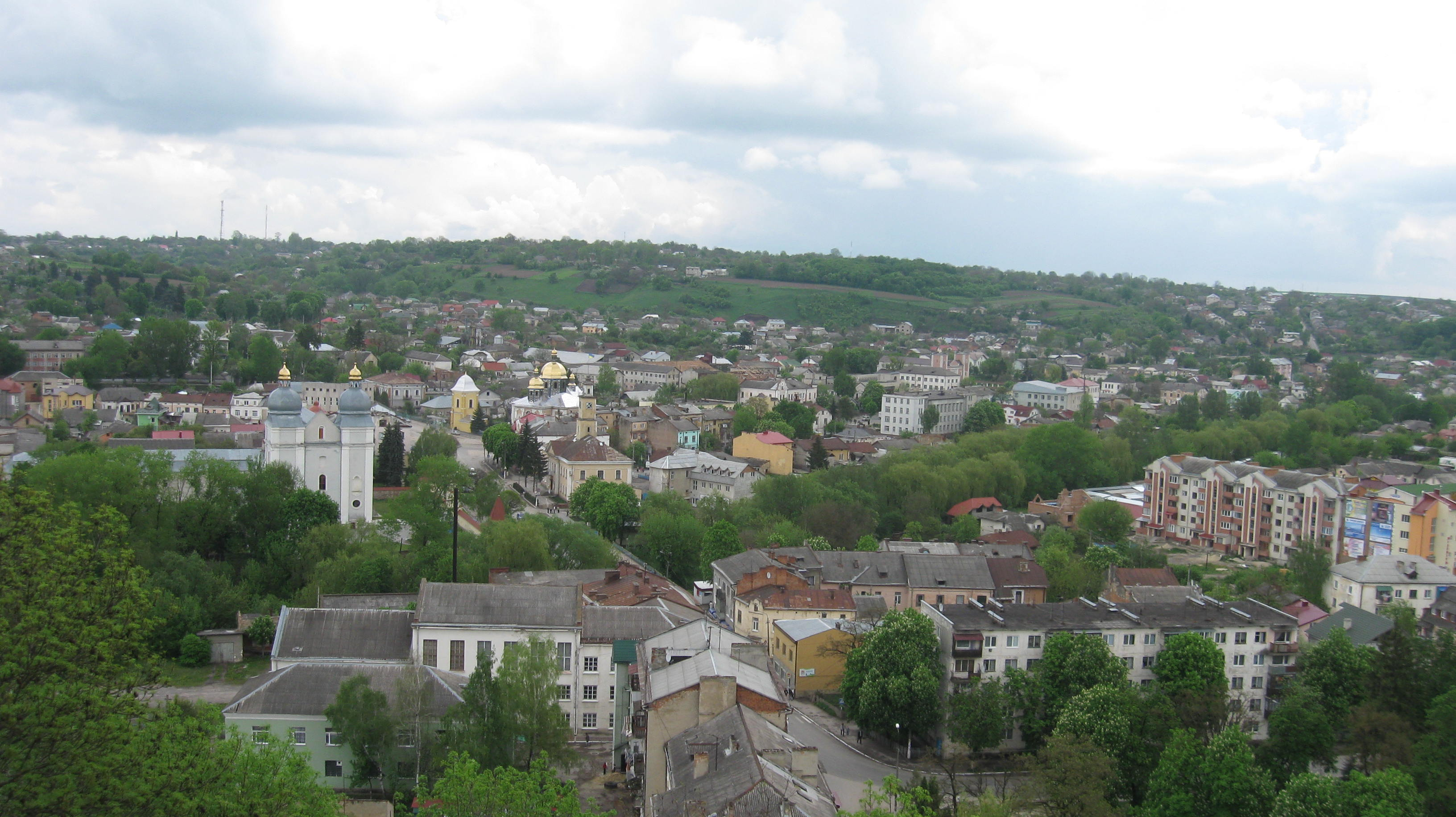
테레보블랴

테레보블랴(우크라이나어: Теребовля, 폴란드어: Trembowla 트렘보블라[*])는 우크라이나 서부 테르노필주의 도시로 인구는 14,996명(2015년 기준)이다.
《원초 연대기》의 1097년 부분에 처음 등장했다. 폴란드의 지배를 받고 있던 1389년에는 마그데부르크법에 따른 도시 지위를 부여받았다.

시기
시 문장